# Вальденберг, Владимир Евграфович
Владимир Евграфович (Эдуардович) Вальденберг (1871, Москва — 1940, Ленинград) — российский и советский юрист, историк права и философии, педагог.

## Биография

### Ранние годы
Родился 23 декабря 1871 в Москве в семье предпринимателя и теоретика бухгалтерии Эдуарда Вальденберга.
Вскоре после рождения Владимира его родители переехали в Санкт-Петербург. Здесь он окончил шестую гимназию и в 1890 году поступил на юридический факультет Петербургского университета, который окончил в 1894 году. Во время учёбы Владимир интересовался историей философии права. За написанное на втором курсе сочинение «Учение Спинозы о праве и государстве» был награждён серебряной медалью.

### Научная деятельность
С 1895 года преподавал политическую экономию на частных курсах коммерческих знаний. В 1897 году опубликовал свою первую статью «Основания макиавеллизма» в журнале «Вопросы философии и психологии».
В 1890 году защитил диссертацию на тему «Закон и право в философии Гоббса».
С 1901 года преподавал историю политических учений, историю философии и права и историю государственных идей в России на юридическом факультете Петербургского университета. Параллельно с этим работал на профессиональных курсах Ксениинского института, а с 1906 года заведовал там учебной частью. Занимал административные должности в Мариинском профессиональном училище, Александринском сиротском училище, Елизаветинском институте.
После революции Владимир Евграфович заведовал архивом Петроградского университета, продолжал преподавать. По настоянию левой профессуры в 1921 году уволен с должности профессора, а в 1924 году из архива.
С 1924 года стал учёным секретарём Библиотеки Академии наук, где проработал до 1928 года. 24 ноября 1928 года был арестован, проходил свидетелем по «академическому делу».
С 1930 вернулся к преподаванию. Работал на рабфаке Технологического института. С 1934 года занимался архивной работой в Академии наук и Архиве Института русской литературы.
Умер в 1940 году в Ленинграде.